# Landkreis Unterallgäu
Landkreis Unterallgäu ligger centralt i Regierungsbezirk Schwaben i den tyske delstat Bayern. Den hører til Region Donau-Iller. Administrationsby er Mindelheim.
Nabolandkreise er mod nordvest Landkreis Neu-Ulm; mod nord Landkreis Günzburg; mod nordøst Landkreis Augsburg; mod øst og sydøst Landkreis Ostallgäu; mod syd Landkreis Oberallgäu; i vest Landkreisene Ravensburg og Biberach i  Baden-Württemberg.
Eksklaven Buxheim er mod vest adskilt fra det øvrige kreisområde af den kreisfri by Memmingen.

## Geografi
Landkreisen har med Iller i vest og Wertach i øst to naturlige grænser, da de på nær to kommuner i Unterallgäu (Amberg og Wiedergeltingen følger grænsen. Også floderne Günz og  Mindel løber gennem området.
Landkreisen har et areal på 1.230,24 km², og er dermed den nittende største landkreis af Bayerns  71 landkreise.  Den største udstrækning fra nord til syd er 54 km (Haselbach – Legau), den største øst-vest udstrækning 44 km (Heimertingen – Amberg). Det eneste kommunefrie område er Ungerhauser Wald, der har et areal på  3,26 km². 
Naturpark Augsburg-Westliche Wälder, der i syd ved Türkheim når ind i landkreisen med 1/10 af sit areal.

## Byer og kommuner
Kreisen havde 144041  indbyggere pr.  2018-12-31

| Byer 1. Bad Wörishofen (15963) 2. Mindelheim (Kreisstadt) (15002) Købstæder (markt) 1. Babenhausen (5628) 2. Bad Grönenbach (5665) 3. Dirlewang (2172) 4. Erkheim (3099) 5. Kirchheim in Schwaben (2647) 6. Legau (3273) 7. Markt Rettenbach (3884) 8. Markt Wald (2184) 9. Ottobeuren (8381) 10. Pfaffenhausen (2590) 11. Türkheim (7290) 12. Tussenhausen (3035) Kommunefri område 1. Ungerhauser Wald (3,26 km²) Kommuner 1. Amberg (1476) 2. Apfeltrach (935) 3. Benningen (2021) 4. Böhen (770) 5. Boos (2007) 6. Breitenbrunn (2342) 7. Buxheim (3202) 8. Egg an der Günz (1139) 9. Eppishausen (1850) 10. Ettringen (3433) 11. Fellheim (1148) 12. Hawangen (1324) 13. Heimertingen (1723) 14. Holzgünz (1339) 15. Kammlach (1820) 16. Kettershausen (1728) 17. Kirchhaslach (1247) 18. Kronburg (1752) 19. Lachen (1621) 20. Lauben (1369) 21. Lautrach (1283) 22. Memmingerberg (3139) 23. Niederrieden (1443) 24. Oberrieden (1221) 25. Oberschönegg (987) 26. Pleß (861) 27. Rammingen (1544) 28. Salgen (1467) 29. Sontheim (2702) 30. Stetten (1414) 31. Trunkelsberg (1698) 32. Ungerhausen (1122) 33. Unteregg (1394) 34. Westerheim (2214) 35. Wiedergeltingen (1411) 36. Winterrieden (943) 37. Wolfertschwenden (2051) 38. Woringen (2088) |

Verwaltungsgemeinschafte
1. Babenhausen
(Markt Babenhausen og Gemeinden Egg an der Günz, Kettershausen, Kirchhaslach, Oberschönegg og Winterrieden)
2. Bad Grönenbach
(Markt Bad Grönenbach og kommunerne Wolfertschwenden und Woringen)
3. Boos
(Kommunerne Boos, Fellheim, Heimertingen, Niederrieden og Pleß)
4. Dirlewang
(Markt Dirlewang og kommunerne Apfeltrach, Stetten og Unteregg)
5. Erkheim
(Markt Erkheim og kommunerne Kammlach, Lauben og Westerheim)
6. Illerwinkel mit Sitz in Legau
(Markt Legau og kommunerne Kronburg og Lautrach)
7. Kirchheim in Schwaben
(Markt Kirchheim in Schwaben og kommunen Eppishausen)
8. Memmingerberg
(Kommunerne Benningen, Holzgünz, Lachen, Memmingerberg, Trunkelsberg og Ungerhausen)
9. Ottobeuren
(Markt Ottobeuren og kommunerne Böhen og Hawangen)
10. Pfaffenhausen
(Markt Pfaffenhausen og kommunerne Breitenbrunn, Oberrieden og Salgen)
11. Türkheim
(Markt Türkheim und Gemeinden Amberg, Rammingen und Wiedergeltingen)